# Ґабріель Енґберґ
Карл Ґабріель Енґберґ (швед. Karl Gabriel Engberg фін. Kaarle Gabriel Engberg 24 березня 1872, Таммерфорс, Велике князівство Фінляндське — 27 лютого 1953, Гельсінкі, Фінляндія) — фінський художник шведського походження, дослідник саамської культури, професор (1947).

## Життєпис
Народився в Таммерфорсі, у Великому князівстві Фінляндському, в сім'ї теслі Карла Енґберґа і його дружини Марії Густави (до шлюбу Альм).
З 1893 по 1895 навчався в Центральній школі мистецтв і з 1894 по 1897 — в Художній школі Фінської мистецького товариства.
З 1897 по 1910 регулярно брав участь у виставках фінських художників (також в 1924 і 1943). Здійснив три творчих поїздки в Лапландію — в 1898 і 1905 — в Інарі, а 1920 — в Кіттіля. Зібрана художником в 1905 колекція предметів саамської культури, що зберігалася в музеї Вапрійккі , 14 травня 2015 була передана до саамського музею «Сіїда».
У 1900 асистував Акселі Галлен-Каллела у створенні фресок для Всесвітньої виставки в Парижі. З 1908 по 1952 працював директором в музеї Гяме  і з 1930 по 1953 в Художньому музеї Тампере.
У 1947 удостоєний звання професора.